# Kill Devil Hill
Kill Devil Hill est une colline américaine à Kill Devil Hills, en Caroline du Nord. Haute de 27 mètres, cette dune que la végétation a stabilisée est le point culminant du comté de Dare. Elle a été le point de départ de plusieurs tentatives de vol en planeur par les frères Orville et Wilbur Wright au début du XXe siècle. Protégée au sein du Wright Brothers National Memorial, elle est couronnée par le Wright Brothers Monument depuis 1932.